# Obererthal
Obererthal ist ein Gemeindeteil der Stadt Hammelburg im unterfränkischen Landkreis Bad Kissingen in Bayern. Obererthal hat zusammen mit dem Weiler Seeshof 367 Einwohner (Stand 31. Dezember 2023).

## Geographische Lage
Das Kirchdorf Obererthal befindet sich nördlich von Hammelburg. Die durch den Ort verlaufende Staatsstraße 2291 führt in südwestlicher Richtung nach Untererthal und in nordöstlicher Richtung nach Thulba, einem Gemeindeteil von Oberthulba.

## Geschichte

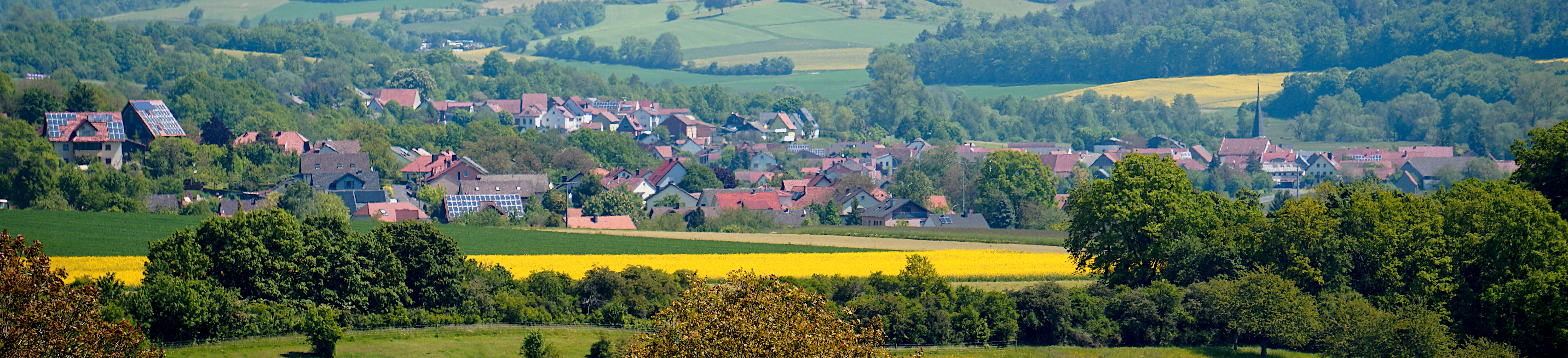
Obererthal vom Sturmiusberg aus gesehen

Die erste bekannte urkundliche Erwähnung des Ortes stammt vom 7. Januar 777 als „Erthal“. Im Rahmen der Gebietsreform in Bayern wurde Obererthal am 1. Januar 1972 nach Hammelburg eingemeindet.

## Sehenswerte Bauwerke

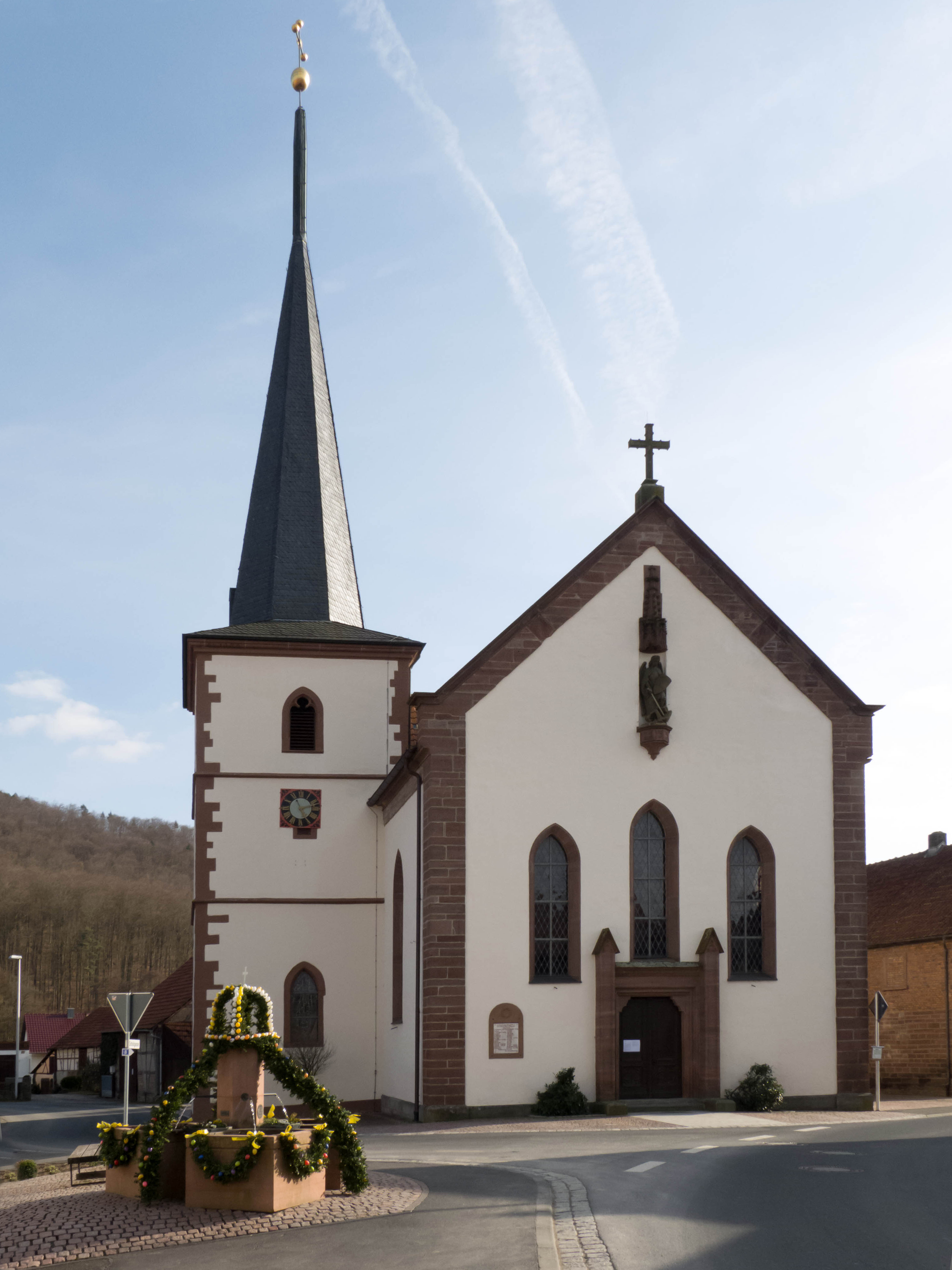
Die St. Antonius Einsiedler-Kirche

### Baudenkmäler
Die Kirche St. Antonius Einsiedler mit dem Turm von 1481 beherrscht das Dorfbild. Die Schule wurde um 1875 anstelle einer kleineren erbaut. Am Freien Platz, im oberen Dorf steht das 1950 erbaute Feuerwehrhaus, aufwärts an der Thulba, die Mühle mit dem hölzernen Mühlrad. Zahlreiche historische Bildstöcke, Denkmäler und neuere Skulpturen sind im Gemeindegebiet vorhanden.

### Marienkapelle

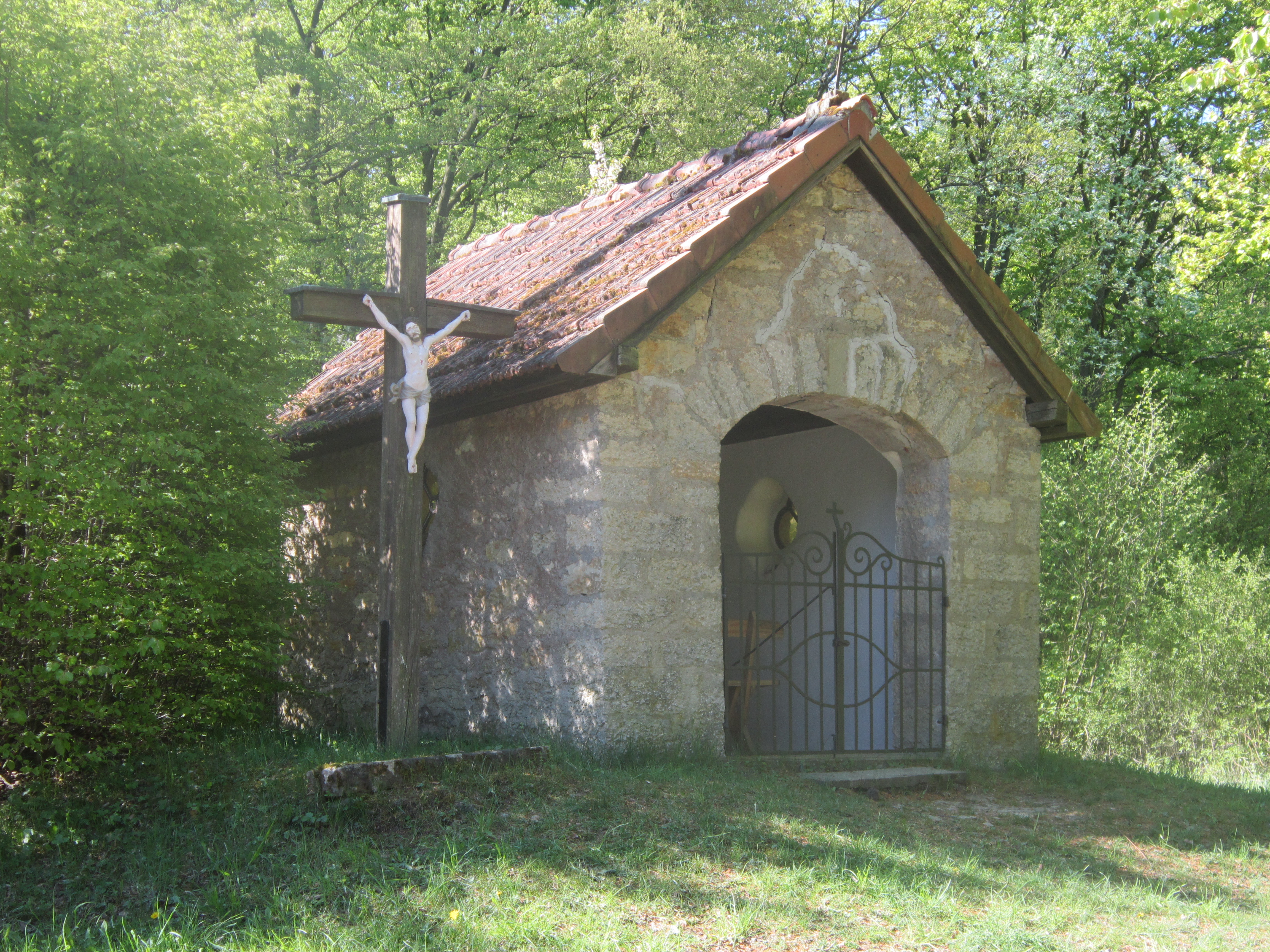
Die Marienkapelle

Im Obererthaler Waldgebiet befindet sich die Marienkapelle. Zur Marienkapelle führt ein Fünf-Wunden-Weg. Die Kapelle wurde in den Jahren 1947/48 vom Obererthaler Kilian Nöth für seine glückliche Heimkehr aus dem Russlandfeldzug 1941 und der russischen Gefangenschaft errichtet; in den gleichen Jahren ließ er den Fünf-Wunden-Weg erneuern.
Der Fünf-Wunden-Weg wurde am 4. Juli 1947 errichtet. Die als Basis dienenden Steinblöcke der fünf Stationen haben die Maße 110:35:12 cm. Der Stamm des 400 cm großen Holzkreuzes an der Kapelle ist mit „1880“ bezeichnet und hat einen kleinen Korpus. Der Stamm des Kreuzes hat die Maße 16:15 cm.